# Wake Village
Wake Village – miasto w Stanach Zjednoczonych, w stanie Teksas, w hrabstwie Bowie.

## Demografia
Według przeprowadzonego przez United States Census Bureau spisu powszechnego w 2010 miasto liczyło 5 492 mieszkańców, co oznacza wzrost o 7,1% w porównaniu do roku 2000. Natomiast skład etniczny w mieście wyglądał następująco: Biali 67,4%, Afroamerykanie 25,3%, Azjaci 0,9%, pozostali 6,4%.